# Куллие

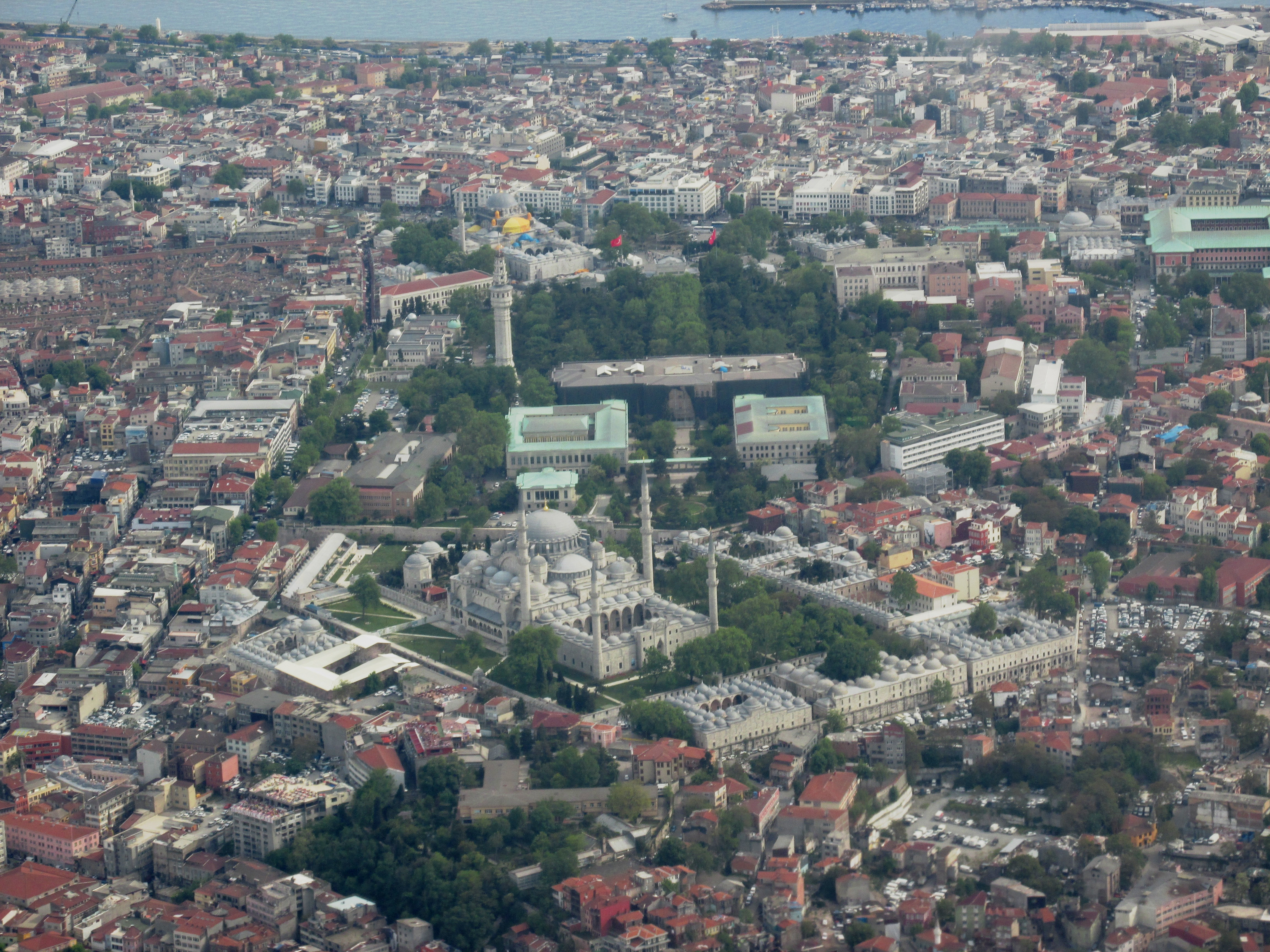
Мечеть Сулеймание в Стамбуле и её куллие

Куллие́ (кюллие, осман. külliye‎ / كلیه от араб. كُلِّيَّة /kul.lij.ja/) — родившиеся в Османской империи полифункциональные социально-религиозные комплексы, специфические анатолийские градостроительные ячейки.

## История
Арабское كُلِّيَّة (kulliyya) образовано из كُلّ (kull, «всё, все») и суффикса ـِيَّة (-iyya) и является калькой лат. ūniversitās. Может обозначать как учебное заведение или его часть (колледж, академию, школу, факультет), так и понятия, связанные с полнотой и цельностью. Именно во втором значении было заимствовано османским.
Куллие строится вокруг пятничной мечети и может включать постройки различного назначения: мектебы и медресе, библиотеки, дервишские обители (завии, ханаки, такьи), больницы, караван-сараи, благотворительные кухни и столовые (имареты), бани, фонтаны и акведуки, а также кладбища, на которых (часто в мавзолее) захоранивался благотворитель-строитель куллие — учредитель специального благотворительного фонда (вакфа), на средства которого осуществлялось строительство и дальнейшее содержание куллие.
Прообразы куллие появляются в Анатолии в XIII веке, когда в суфийских обителях складываются комплексы зданий вокруг гробниц духовных лидеров (вали и шейхов): мавзолея Руми в Конье, усыпальницы Баттала Гази в Эскишехире и др. Кроме помещений для совместных молитв, зикров, духовного обучения и суфийского затворничества, там возникала и социальная инфраструктура: кухни, столовые, странноприимные дома, бани.
Первым османским куллие считается комплекс Орхание из мечети и хаммама, построенный в 1320-х годах султаном Орханом Гази у ворот Изника (Никеи). Центром куллие Нилюфер-хатун в Изнике (1388) стал имарет, а дамаскская Сулеймания известна своей такьёй. К концу XIV века Изник уступил роль центра Бурсе, завоеванной османами в 1326 году. В первой османской столице возникает феномен куллие как центра городской инфрастуктуры. Ни одно куллие Бурсы не обходится без медресе, ставших «кузницей кадров» для нуждавшейся в грамотных чиновниках формировавшейся османской администрации.
Строившиеся вне городских стен захваченных византийских городов, куллие становились центрами инфраструктуры новых районов: прихожане молились в мечетях, неимущие кормились в имаретах, в ханах останавливались купцы и торговали на возникавших по соседству базарах. Вокруг куллие начали формироваться новые кварталы (махалля), называвшиеся по куллие, которые, в свою очередь, носили имя своего основателя. Развитие пригородов с помощью куллие было многократно опробовано сельджуками и взято на вооружение османами в Бурсе, Эдирне и других растущих городах. В Стамбуле османские куллие начали встраиваться в плотную застройку города, становясь ядром исламизации и османизации новой столицы — «пилотным проектом» стало куллие Фатих на месте константинопольского храма Святых Апостолов.
Огромную роль в становлении османской концепции куллие сыграл великий архитектор Синан. Будучи главным архитектором империи на протяжении полувека, он руководил возведением таких признанных шедевров турецкой архитектуры, как куллие Шехзаде и Сулеймание в Стамбуле, а также Селимие в Эдирне.
Все куллие Османской империи централизованно управлялись администраторами, подчинявшимися главному белому евнуху султанского гарема.